# غلام‌بیر
غلام‌بیر (به لاتین: Gyulyambir) یک منطقه مسکونی در جمهوری آذربایجان است که در شهرستان شمکور واقع شده است. 

## جغرافیا
در نزدیکی این ناحیه یک صومعه حواری ارمنی به‌نام کارمراوانک قرار دارد که در سال ۷۵۱ میلادی ساخته شده است.